# Ascochyta carvi
Ascochyta carvi är en svampart som beskrevs av Ondrej 1983. Ascochyta carvi ingår i släktet Ascochyta, ordningen Pleosporales, klassen Dothideomycetes, divisionen sporsäcksvampar och riket svampar.   Inga underarter finns listade i Catalogue of Life.